# 卡拉班巴區
卡拉班巴區（西班牙語：Distrito de Carabamba），是秘魯的一個區，位於該國西北部拉利伯塔德大區的胡爾坎省，始建於1990年6月19日，面積254.28平方公里，海拔高度3,325米，2005年人口7,273，人口密度每平方公里29人。